# Nödinge-Nol
Nödinge-Nol est une localité de la commune d'Ale, dont elle est le chef-lieu, dans le comté de Västra Götaland en Suède.
Sa population était de 11467 habitants en 2019.